# Casio PV-1000
El Casio PV-1000( ⁇ ー ま い い ん, Pi Bui-Sen) es una consola de videojuegos para el hogar de 8 bits de la tercera generación de videoconsolas, desarrollada por Casio y lanzada en octubre de 1983 exclusivamente en Japón a un precio de 14.800 yenes.Se suspendió menos de un año después del lanzamiento.

## Historia
El PV-1000 fue lanzado en octubre de 1983. Solo se lanzó en Japón, donde se vendió por 14.800 yenes. pronto se hizo evidente que el hardware era más débil que el de las consolas de la competencia y que la consola no ofrecía ventajas significativas sobre otros sistemas. El destino de la consola se selló a más tardar con la aparición de las dos consolas Nintendo Family Computer y Sega Master System, que ofrecían hardware más fuerte y más juegos. Hoy en día es un artículo de colección muy solicitado.

## PV-2000
después Casio lanzó una  computadora doméstica bajo el nombre PV-2000, sin embargo, no tenía nada en común con el PV-1000, aparte del nombre y la compatibilidad de los joysticks, pero no con sus juegos, ya que presenta una arquitectura diferente.En el mismo año, Casio lanzó otras dos consolas, la PV-7 y la PV-16, que eran Computadoras MSX

en otoño de 1995 que Casio lanzó una nueva consola de videojuegos, que se comercializó bajo el nombre de Casio Loopy.

## Especificaciones técnicas
| nombre   | información                     | información                                                   | imagen |
| -------- | ------------------------------- | ------------------------------------------------------------- | ------ |
| CPU      | D780C-1 basado en Zilog Z80     | 3,579 MHz                                                     |        |
| GPU:     | D65010G031 (256 × 192) píxeles, | 1 KB generador de caracteres                                  |        |
| gráficos | - 8 colores - 32 sprites        | - 8 colores - 32 sprites                                      |        |
| audio    | D65010G031 3 canales sonido.    | - 3 canales de onda cuadrada - 6bit para controlar el periodo |        |
| RAM:     | 2 KB                            | 2 KB                                                          |        |

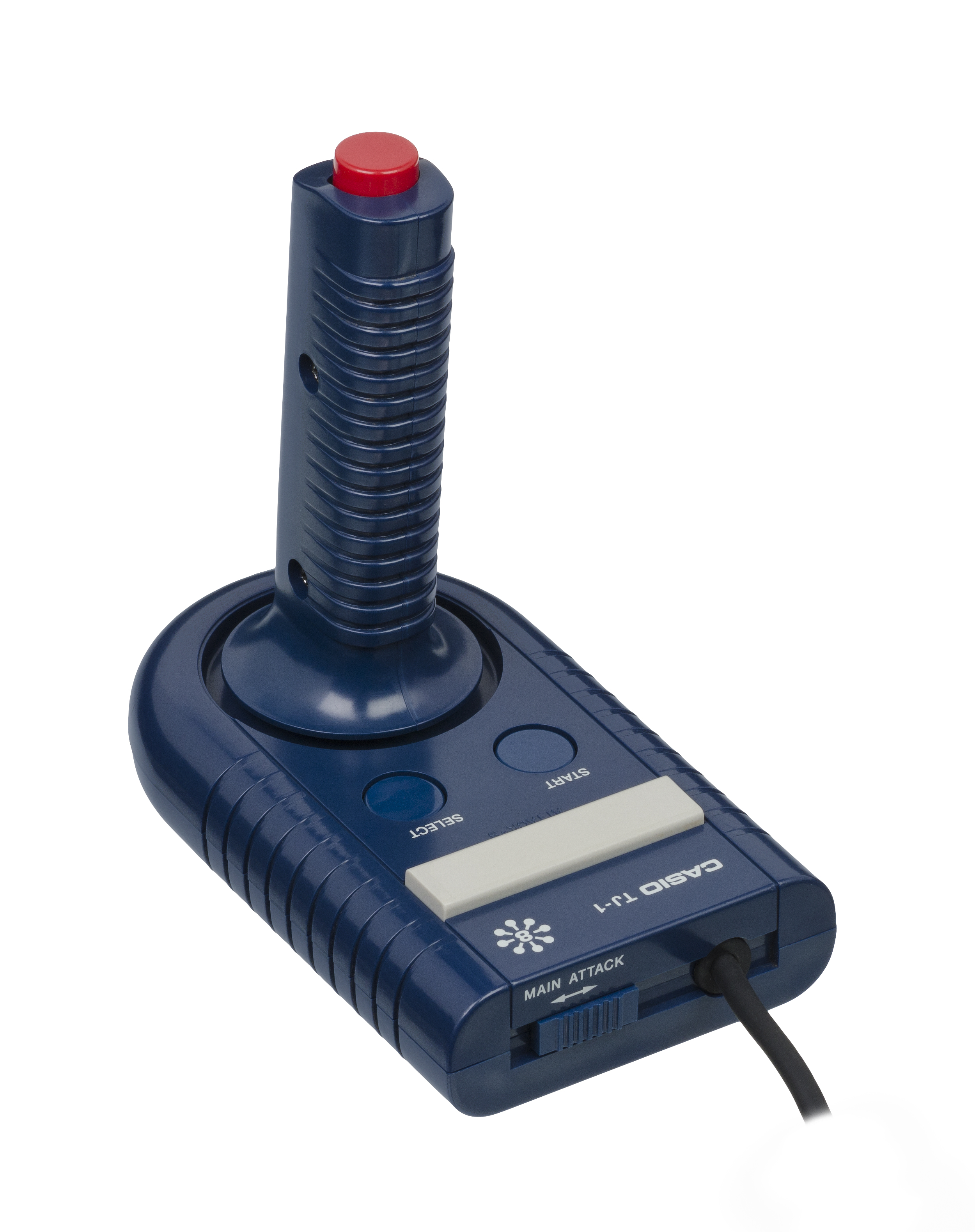
Casio-PV-1000 Control

La tecnología es aproximadamente comparable a la de ColecoVision.

## Juegos
En total, solo aparecieron 13 juegos para el sistema y un cartucho que contenía el lenguaje de programación BASIC. Destacados puertos arcade se encontraban, Dig Dug, Pooyan, entre otros.
1. Pooyan
2. Super Cobra
3. Tutankham
4. Amidar
5. Dig Dug
6. Warp & Warp
7. Turpin
8. (cancelado)
9. Pachinko UFO
10. Fighting Bug (también conocido como Lady Bug)
11. Space Panic
12. Naughty Boy
13. (cancelado)
14. Dirty Chameleon
15. Excite Majong

Nota: Los cartuchos # 8 y # 13 nunca fueron lanzados. A menudo se rumorea que es Galaga y front line ( que se lanzaron en el Casio PV-2000 ).